# Mr. Potato Head

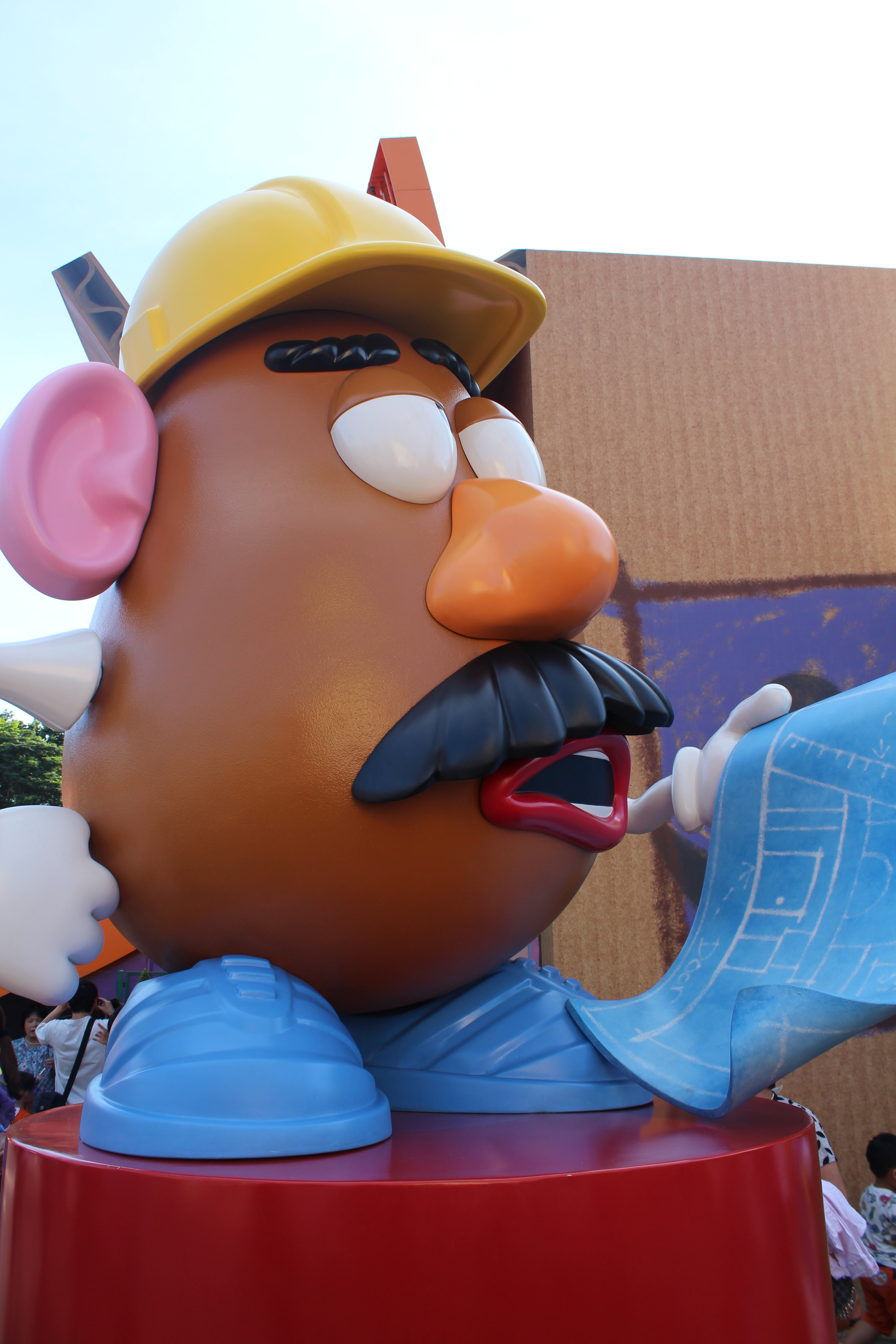
Mr. Potato Head (Charlie Naseweis) Figur im Hong Kong Disneyland

Mr. Potato Head (engl. Herr Kartoffelkopf) ist ein insbesondere in den Vereinigten Staaten bekanntes Spielzeug von Hasbro. Außerhalb der Vereinigten Staaten wurde es insbesondere durch Toy Story bekannt.

## Geschichte
1952 erwarb Hasbro die Lizenz für Mr. Potato Head von George Lerner. Das Spielzeug wurde zum bis dahin größten Erfolg der Firma und erlangte Kultstatus. Der Werbespot für Mr. Potato Head war der erste überhaupt, der für ein Spielzeug produziert und gesendet wurde. Ursprünglich bestand das Spielzeug aus verschiedenen Sets für Mr. Potato, seine Familienmitglieder sowie Mr. Orange. Das Spielzeug war gedacht für eine Verwendung mit echtem Obst und Gemüse. Die Accessoires bestanden aus auf Gemüse aufsteckbaren Gesichtsteilen wie Augen, Nase, Ohren, Arme, und Beine. Ursprünglich lag der Verpackung noch ein Styroporkopf bei. Dieser wurde 1964 durch einen Kartoffelkopf aus Kunststoff ersetzt. Hasbro brachte eine Reihe von Mr. Potato Heads zu bestimmten Themen heraus, wie beispielsweise Star Wars oder Spider-Man.
Trotz zahlreicher Änderungen an der Ausführung und im Design des Spielzeugs ist es bis heute eines der erfolgreichsten Produkte von Hasbro.
Mr. Potato Head wurde 2000 in die National Toy Hall of Fame aufgenommen.

## Rezeption
- In Toy Story spielt Mr. Potato Head als eines der Spielzeuge mit. In den folgenden Filmen Toy Story 2, Toy Story 3, und A Toy Story: Alles hört auf kein Kommando taucht zusätzlich Mrs. Potato Head auf.
- Melanie Martinez veröffentlichte 2015 auf ihrem Album Cry Baby das Lied Mrs. Potato Head, in dem sie die Auswüchse der kosmetischen Chirurgie anprangert.[3]
- Zwischen 1998 und 1999 wurde auf 20th Century Fox die Kindersendung The Mr. Potato Head Show ausgestrahlt. Es wurde eine Staffel mit 13 Folgen mit je 30 Minuten Laufzeit produziert.[4]